# Chiesa di Santa Maria di Betlem (Modica)
La chiesa di Santa Maria di Betlem è una delle tre antiche collegiate (dal 1645) di Modica (provincia di Ragusa), risalente al XIV secolo.

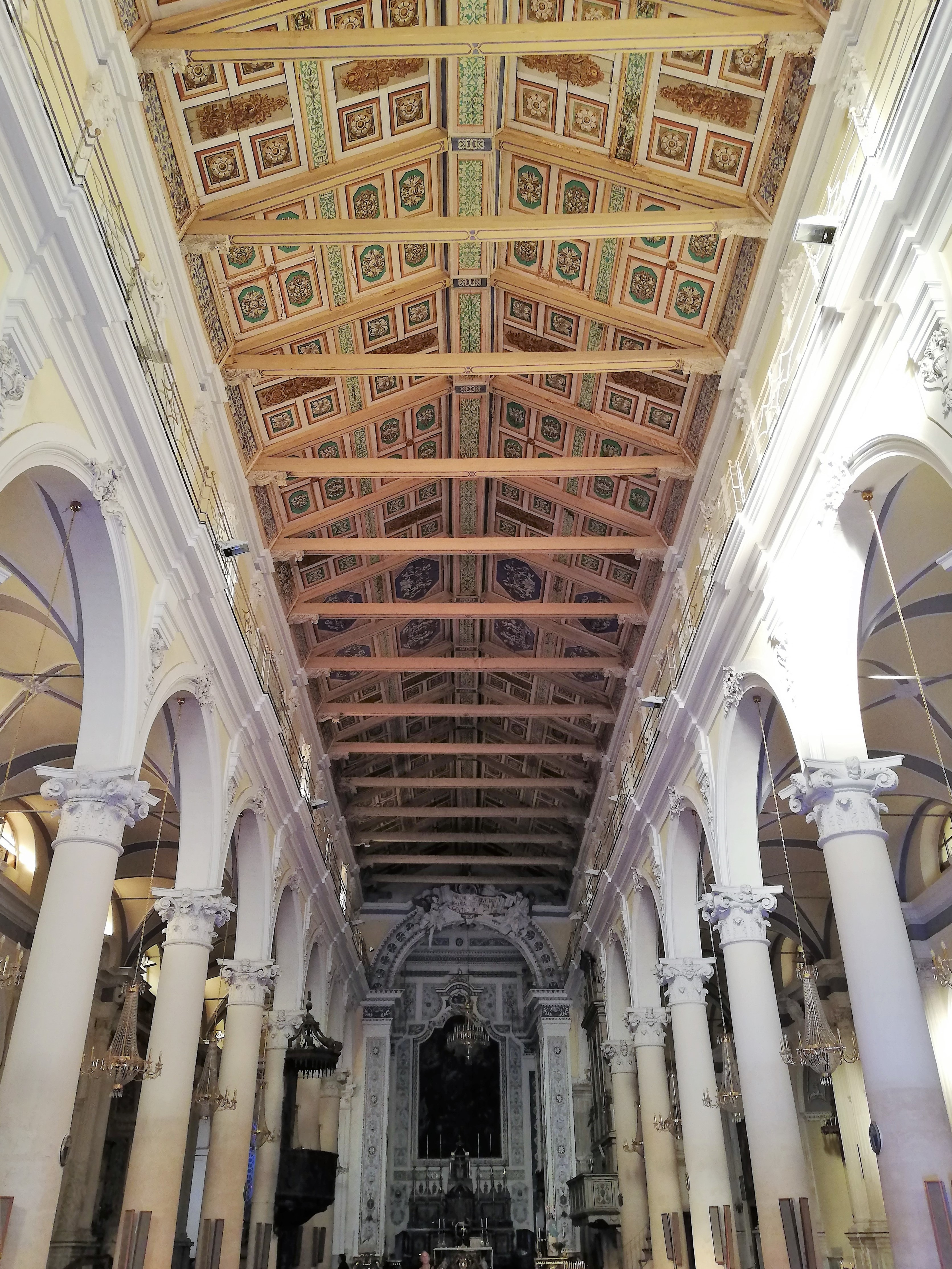
Navata.

## Storia

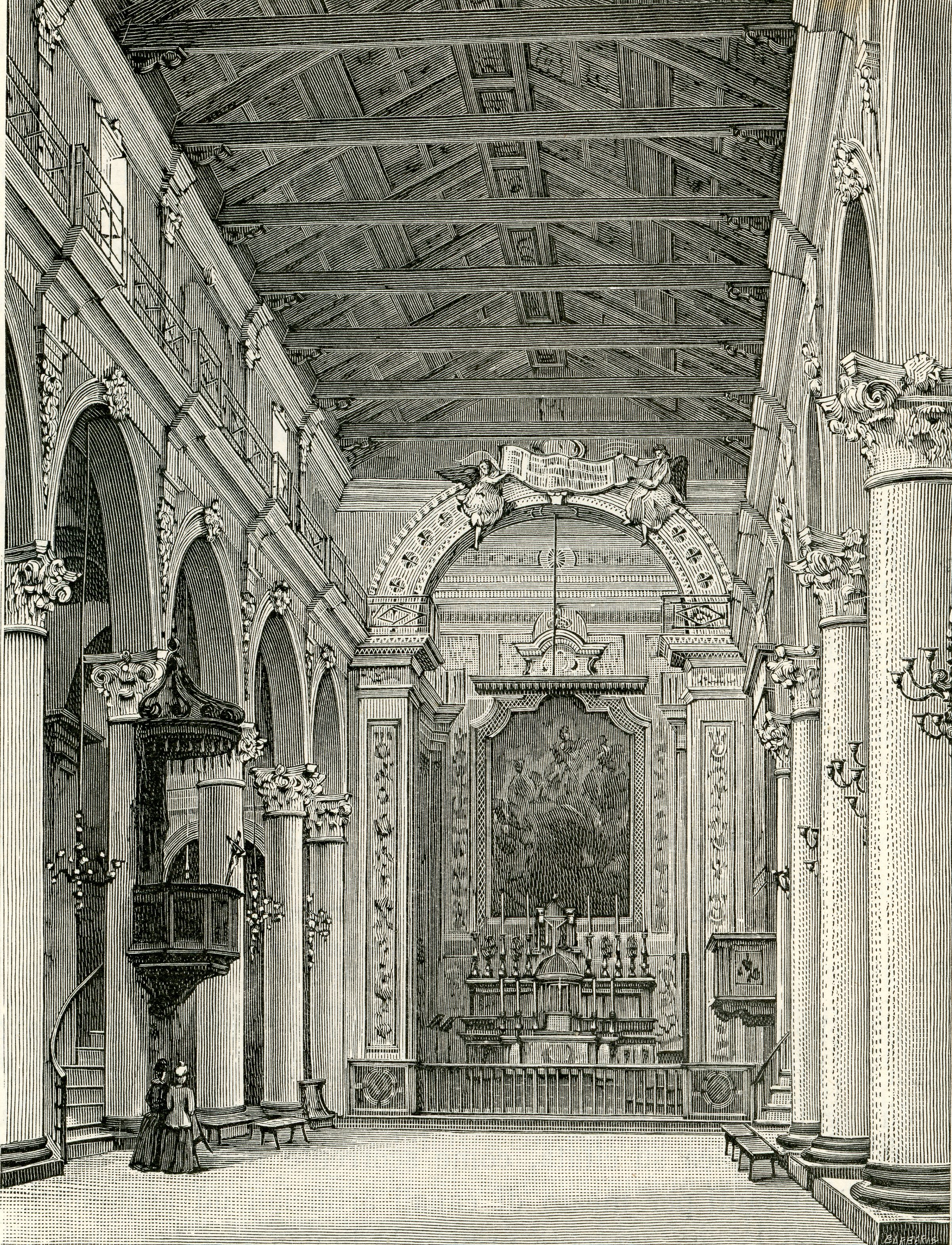
Interno, xilografia di Barberis, 1892.

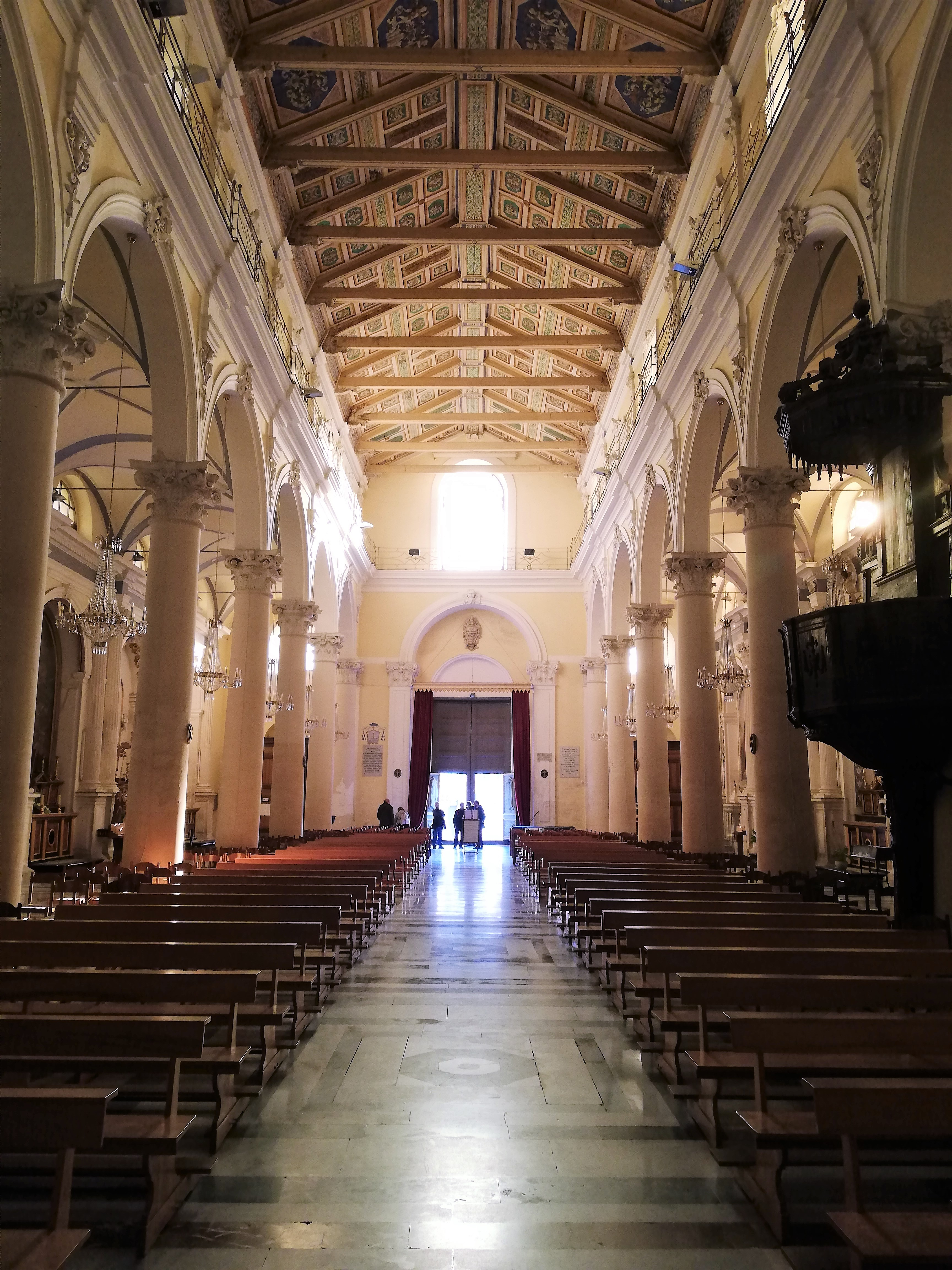
Controfacciata.

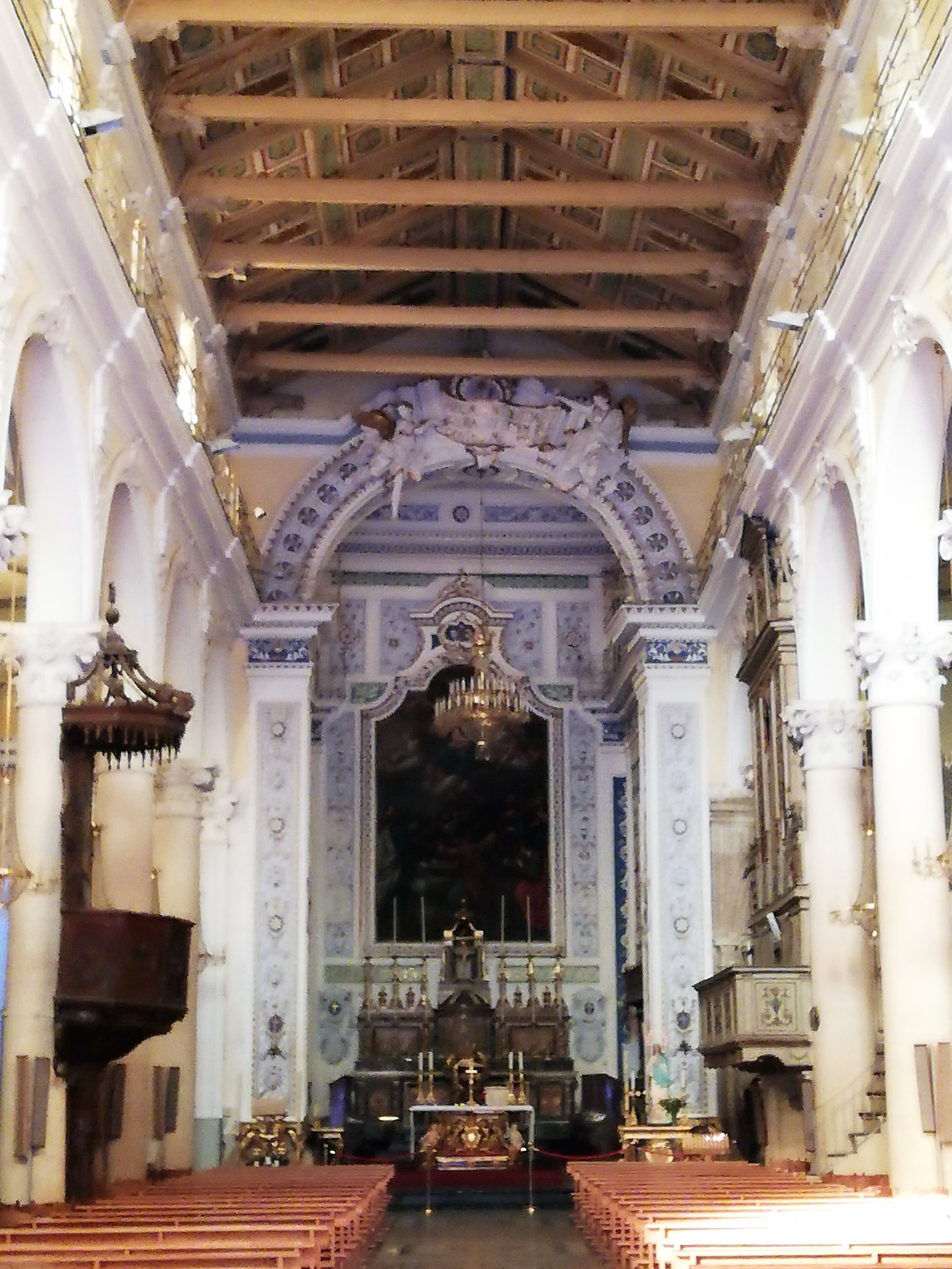
Altare maggiore.

La chiesa secondo la tradizione, fu edificata sull'area precedentemente occupata da quattro differenti luoghi di culto dedicati rispettivamente a San Bartolomeo Apostolo, San Mauro Abate, Sant'Antonio di Padova e Santa Maria di Berlon.
La facciata è rinascimentale nel suo primo ordine di fine Cinquecento, disegnato dall'architetto netino Corrado Rubino nel 1571 e fu completata fra il 1816 ed il 1821 nel suo secondo ordine, di stile neoclassico.
Custodisce al suo interno la pregevolissima Cappella Palatina, detta anche Cappella Cabrera (1474-1520, Monumento nazionale), in stile tardo gotico con capitelli raffiguranti motivi rinascimentali, scampata alle distruzioni del terremoto del 1693 e incastonata nella nuova architettura settecentesca. L'arco di ingresso alla Cappella (deve il suo nome al conte Giovanni Cabrera, presente al Castello di Modica dal 1466, onde ringraziarlo per le ingenti donazioni fatte alla chiesa nel suo testamento del 1474), con elementi decorativi riferibili al romanico, al gotico, al rinascimento siciliano e al gotico catalano, è uno dei più bei monumenti che l'architettura abbia prodotto in Sicilia a cavallo dei secoli XV e XVI. La struttura ottagonale custodisce la statua di Santa Maria di Betlem o madonna Nicopeia(della vittoria), riferimento insieme alla statua della Dormitio Mariae al primo cristianesimo orientale.
Elevata nel 1645 al rango di collegiata assieme alla chiesa di San Giorgio e alla chiesa di San Pietro dal vescovo di Siracusa Francesco d'Elia e Rossi, grancia dell'abbazia di Santa Maria dell'Ordine cistercense di Terrana in territorio di Caltagirone.
Il 26 settembre 1902 la chiesa fu sommersa in seguito all'alluvione. Ad oltre un secolo di distanza sono ancora visibili, oltre alle tacche delle targhe commemorative, il livello dell'acqua raggiunto su ogni singola colonna e sulle pareti interne del perimetro. La relazione ufficiale parla di 3,43 m. dal piano di calpestio.
Il campanile fu costruito nel 1897 dal capomastro modicano Giuseppe Garofalo Giannone.

### Epoca contemporanea
La chiesa è parrocchia della diocesi di Noto. Recentemente è in comunità parrocchiale con la Chiesa di Santa Margherita

## Esterno
La facciata è divisa su due livelli. Il primo risulta come l'unica facciata rinascimentale sopravvissuta al terremoto del 1693, particolari le iscrizioni sopra i portoni laterali. Il secondo livello venne costruito nel 1821 in stile neoclassico. Nella parete a sinistra della chiesa, è incassata la Lunetta di Berlon, bassorilievo con Natività (fine Trecento), appartenente al prospetto della chiesetta di Santa Maria di Berlon che insisteva in precedenza sul luogo in cui sorge l'attuale Santa Maria; alla base della scultura si intravede un'iscrizione in lettere gotiche.

## Interno
Impianto basilicale ripartito in tre navate per mezzo di colonne. Soffitto a cassettoni e pavimento realizzati a fine Ottocento.

### Navata destra
Nella navata destra due opere fondamentali nel panorama artistico degli iblei. Nella prima cappella troviamo il Martirio di Santa Caterina d'Alessandria opera di Michelangelo Xiavarella del 1650 con influssi di scuola caravaggesca e di Guido Reni. Nella quarta cappella la tela raffigurante i Santi Cosma e Damiano di Mario Minniti del 1630.

### Navata sinistra
Nella navata di sinistra troviamo la Cappella di San Mauro Abate. Altare con nicchia contenente la statua raffigurante San Mauro Abate. A seguire la Cappella del Presepe con il Presepe Monumentale permanente (1881/82) realizzato da Frate Benedetto Papale con 62 statuette in terracotta realizzate a Caltagirone dagli artisti Bongiovanni Vaccaro e Giacomo Azzolina. Nel sesto la Cappella della Dormitio Marie contenente la statua policroma raffigurante la Dormitio Virginis.

### Transetto
L'arco è composto da un fascio di colonne per lato riccamente arabescate, con infiniti ornamenti, bizzarri motivi vegetali e animali, figure di uomini grottesche o fantastiche; le colonne terminano con capitelli finemente scolpiti.
- Absidiola destra: Cappella Cabrera o Cappella del Santissimo Sacramento. L'arco è composto da un fascio di colonne per lato riccamente arabescate, con infiniti ornamenti, bizzarri motivi vegetali e animali, figure di uomini grottesche o fantastiche; le colonne terminano con capitelli finemente scolpiti. L'ambiente custodisce sepolture gentilizie, medaglioni in altorilievo, una scultura in pietra policroma raffigurante la Vergine col Bambino, una cassa argentea,  il pavimento realizzato con ceramiche di Caltagirone.
- Absidiola sinistra: già Cappella di Sant'Agata o Cappella Mazzara. Ambiente con notevole apparato decorativo in stucco. Nell'edicola è raffigurato l'Agnus Dei su raggiera. Ai lati le Tavole dei Comandamenti e simboli biblici.

### Presbiterio
Di buona fattura, dietro l'altare, la grande tela dell'Assunzione della Vergine, dipinta da Gian Battista Ragazzi nel 1713.

## Organo[5]
Anno/Epoca: 1818, Autore: Francesco Andronico di Palermo.
Ubicazione: in cantoria lignea posta nel settimo intercolumnio a destra.
Cassa: canne di facciata: 39 disposte in tre campate a cuspide (15+9+15),  con bocche allineate e labbri superiori a perdere (Principale D); presenti quattro gruppi di 5 canne posti nella base delle paraste che delimitano le campate.
Descrizione: la cassa è dipinta a tempera verde chiaro e presenta intagli dorati e sculture di colore nero; il prospetto è ripartito in tre campate che contengono pannelli con rilievi di strumenti musicali e le "decorazioni di copertura”, costituite da volute fitomorte e delimitate da cornici polilobate che seguono l'andamento cuspidale delle canne di facciata. La mostra è inoltre arricchita da particolari paraste: per tre quarti scanalate e sormontate da capitelli compositi, la rimanente parte reca sculture di putivi affrontati dai quali si dipartono due lesene intagliate che inquadrano cinque piccole canne disposte a cuspide. I lati della mostra sono riccamente ornati da sfingi a rilievo, da greche e da putti a tutto tondo reggenti festoni. La consolle presenta decori di rosette e tralci d'uva. Il coronamento è composto da una cimasa ad edicola recante al centro la raffigurazione dell'Agnus Dei e nel timpano il monogramma di Maria; alle due estremità si notano due acroteri a forma di vaso. notizie storico-critiche: coeva risulta la cassa in stile neoclassico con le tipiche greche ed i vasi ansati. ornata da motivi decorativi che rivelano un raffinato gusto impero di genere siciliano. L'esecuzione dell'opera è da ricondursi allo stesso organaro come si rileva dal contratto di commissione.
Tastiera:1, n. tasti: 54, ambito: dol.faS, rivestimento: osso (diatonico) e legno annerito (cromatico), note: a finestra.
Pedaliera: n. ped.: 13 ambito: do1-sil, note: non originale.
Registri: I Principale, Flauto corista di cipresso, Il Principale, III Principale, Sforzato a viola, Voce umana, Flauto in VIII, Flautino, I Ottava, II Ottava, XV e XXTX, 19 e 22, 22 e 29, 29 e 29, + Contrabbassi 16 e Rinforzo, Principale bassi, funzionamento: 14 tiranti a pomello metallici posti in una colonna a destra della tastiera con denominazioni non originali.
Accessori: tiraripieno con due pedali a bilanciere posti a destra della pedaliera.
Somieri: 3, tip. som. maestro: a tiro con 14 stecche. note: somiere maestro costituito da due somieri collegati; somiere dei bassi, non originale, posto fuori cassa.
Trasmissione: meccanica sospesa; catenacciatura metallica rivolta verso l’interno.
Crivello: in legno, bocche sottostanti.
Mantice: 1, tip. mant.: a lanterna, note: non originale.
Iscrizioni: sul listello frontale della cassa, sotto le campate: 
FRANCISCUS TUBULOS MODULANDIS FLATIBUS HOSCE / COMPOSUIT SCITE NOBILIS ANDRONICUS; NOMEN IDEM VINCIT CUNCTOS ERGO EMULA FRUSTRA / INVIDIA HUNC FABROS JACTAT HABERE PARES: AUDIET ORGANICOS HINC ALMA DEIPARA PLAUSUS / BETHLEMI ANGELICI QUOS CECINERE CHORI; ANNO DOMINI 1818.

## Confraternite
- Confraternita di Santa Maria di Betlem Orationis et Mortis

### Oratorio
Oratorio dell'Arciconfraternita, decorato con stucchi barocchi e tele settecentesche.
L'Arciconfraternita di Santa Maria di Betlem e dell'Orazione e Morte è documentata fino al 1881 anno in cui i confrati contattano appartenenti dell'omonimo sodalizio a Caltagirone per la realizzazione del presepe.

## Ospizio
Ospizio per religiosi.

## Museo
Dal 2019 è stato aperto al pubblico il Museo della chiesa che permette la fruizione al pubblico del settecentesco oratorio della confraternita e la visita alla Cappella Palatina. Il museo comprende una collezione di tele settecentesche dedicate al culto dell'addolorata e ricostruzioni in grafica digitale degli ambienti della chiesa tra il XVII e il XVIII secolo.